# 上野紋
上野 紋（うえの あや、1982年9月17日 - ）は、女性フリーアナウンサー、司会者。元富山エフエム放送（FMとやま）及び あまみエフエムのアナウンサー、ディレクター、ラジオ制作スタッフ。

## 略歴
- 1982年9月17日 - 鹿児島県国分市（現霧島市）生まれ[1]。親の頻繁な転勤にともない、鹿児島県内各地で育つ。小学5年から中学生時代は奄美大島名瀬市（現奄美市）在住[1]。高校は鹿児島市内[2]。
- 茨城大学卒業
- 2005年4月 - 2011年3月 富山エフエム放送（FMとやま）アナウンサー。
- 2011年5月 - 2015年4月 あまみエフエムディ！ウェイヴアナウンサー、ディレクター、制作スタッフ[2]。
- 2015年6月 - 北九州市を拠点にフリーアナウンサー、司会者としての活動を開始する[3][4]。

## 今までの主な担当番組

### FMとやま
- HITS ON THE RADIO（月曜日・火曜日担当）
- イブニング・ファイル（水曜日・木曜日担当）
- bee! Honey Seven
- IN THE MORNING
- ANA Morning Classics（IN THE MORNING内）
- RADIO JAM（月曜日・火曜日担当）
- 気ままプラン
- FMとやま 番組審議会リポート（毎月最終日曜日）
- 女志道（じょしどう）（サンデースペシャルで月1回）
- Music-ing

### あまみエフエムディ！ウェイヴ
- スカンマーワイド!
- ヒマバン・ミショシーナ!
- ゆぶぃニングアワー
- 陽ちゃん美香ちゃんの、ディ!お茶ど!（ディレクター兼任）
- みちのしま ザ!ワールド（月1回の単発番組時代 2014年4月まで）[5]
- D!Drive